# Џек Килби
Џек Килби (енгл. Jack Kilby, 8. новембар 1923 – 20. јун 2005) био је амерички физичар који је 2000. године добио Нобелову награду за физику „за улогу у проналаску интегрисаних кола”. Килби је такође био коизумитељ ручног калкулатора и термалног штампача, за које је имао патенте. Такође је имао патенте за још седам проналазака.

## Младост
Килби је рођен 1923. године у Грејт Бенду у Канзасу у породици Хуберта и Вине Фрејтаг Килби. Оба родитеља су дипломирали на Универзитету Илиноис. Његов отац је био директор у локалном комуналном предузећу. Килби је одрастао и похађао школу у Грејт Бенду у Канзасу, где је завршио средњу школу. (Путознаци на улазима у град обележавају његово време тамо, а Комонс Ареа у средњој школи Греат Бенда је названа Џек Килбијева Комонс Ареа.)
Килби је дипломирао на Универзитету Илиноис у Урбана-Шампејну, где је био почасни члан братства Акација. Године 1947, дипломирао је електротехнику. Магистрирао је електротехнику на Универзитету Висконсин-Милвоки 1950, док је радио у Централабу, одељењу Глобе-Јунион корпорације у Милвокију.

## Каријера
Средином 1958, Килби, новозапослени инжењер у Тексас Инструментсу (TI), још није имао право на летњи одмор. Лето је провео радећи на проблему дизајна кола који се обично назива „тиранија бројева”, и коначно је дошао до закључка да масовна производња компоненти кола у једном комаду полупроводничког материјала може да пружи решење. Он је 12. септембра представио своја открића управи компаније, међу којима је био и Марк Шепард. Показао им је комад германијума са причвршћеним осцилоскопом, притиснуо прекидач, а осцилоскоп је показао непрекидни синусни талас, доказујући да његово интегрисано коло ради, и тиме да је решио проблем. Амерички патент 3,138,743 за „минијатуризована електронска кола”, прво интегрисано коло, поднет је 6. фебруара 1959. године. Заједно са Робертом Нојсом (који је самостално направио слично коло неколико месеци касније), Килби се генерално сматра коизумитељем интегрисаног кола.
Џек Килби је наставио са пионирском војном, индустријском и комерцијалном применом технологије микрочипова. Био је на челу тимова који су створили први војни систем и први рачунар који је садржао интегрисана кола. Измислио је ручни калкулатор (заједно са Џеријем Мерименом и Џејмсом Ван Таселом). Он је такође био одговоран за термални штампач који се користио у раним преносивим терминалима за податке.
Године 1970, узео је одсуство из ТИ да би радио као независни проналазач. Истраживао је, између осталих предмета, употребу силицијумске технологије за генерисање електричне енергије из сунчеве светлости. Од 1978. до 1984. био је на позицији уваженог професора електротехнике на Тексашком А&М универзитету.
Године 1983, Килби се повукао из Тексас Инструментса.

## Наслеђе
Умро је од рака 20. јуна 2005. у 81. години у Даласу у Тексасу.
Тексас Инструментс је 14. децембра 2005. године створио Историјске ТИ архиве. Породица Џек Килби поклонила је његове личне рукописе и личну колекцију фотографија Јужном методистичком универзитету (SMU). Колекција је каталогизована и похрањена у ДеГолјер библиотеци, SMU.
Године 2008,  SMU техничка школа, са ДеГолјер библиотеком и Конгресном библиотеком, била је домаћин једногодишње прославе 50. годишњице рођења дигиталног доба са Килбијевим проналаском интегрисаног кола, за који је добио Нобелову награду. Симпозијуми и експонати испитивали су многе начине на које су технологија и инжењери обликовали савремени свет. Килби је имао почасни докторат наука из SMU и био је дугогодишњи сарадник SMU преко Килби фондације.
Статуа Џека Килбија стоји у Текас Инструментс плажа у кампусу Универзитета Тексас у Даласу.

## Награде и почасти
Recognition of Kilby's outstanding achievements have been made by the Institute of Electrical and Electronics Engineers (IEEE), including the election to IEEE Fellow in 1966, the IEEE David Sarnoff Award in 1966, co-recipient of the first IEEE Cledo Brunetti Award in 1978, the IEEE Centennial Medal in 1984 and the IEEE Medal of Honor in 1986. He was co-recipient of the Franklin Institute’s Stuart Ballantine Medal in 1966. In 1982 and 1989, he received the Holley Medal from the American Society of Mechanical Engineers (ASME). He was elected to member of the National Academy of Engineering (NAE) in 1967 and received the Academy's Vladimir K. Zworykin Award in 1975. Kilby received the Golden Plate Award of the American Academy of Achievement in 1970 and was co-recipient of the first NAE's Charles Stark Draper Prize in 1989. The Kilby Award Foundation was founded in 1980 in his honor, and the IEEE Jack S. Kilby Signal Processing Medal was created in 1995. He was elected to the American Philosophical Society in 2001.
In 1993, he was awarded the Kyoto Prize by the Inamori Foundation. He was awarded both the Washington Award, administered by the Western Society of Engineers and the Eta Kappa Nu Vladimir Karapetoff Award in 1999. In 2000, Kilby was awarded the Nobel Prize in Physics for his breakthrough discovery, and delivered his personal view of the industry and its history in his acceptance speech. Архивирано 2008-05-29 на сајту 
The Jack Kilby Computer Centre at the Merchiston Campus of Edinburgh Napier University in Edinburgh is also named in his honor.

## Килбијеви патенти
- U.S. Patent 2.892.130 Plug-in Circuit Units, filed December 1953, issued June 1959, assigned to Globe-Union, Inc.
- U.S. Patent 3.072.832 Semiconductor Structure Fabrication, filed May 1959, issued January 1963
- U.S. Patent 3.115.581 Miniature Semiconductor Integrated Circuit, filed May 1959, issued December 1963
- U.S. Patent 3.138.721 Miniature Semiconductor Network Diode and Gate, filed May 1959, issued June 1964
- U.S. Patent 3.138.743 Miniaturized Electronic Circuits, filed February 6, 1959, issued June, 1964
- U.S. Patent 3.138.744 Miniaturized Self-contained Circuit Modules, filed May 1959, issued June 1964
- U.S. Patent 3.435.516 Semiconductor Structure Fabrication, filed May 1959, issued April 1969
- U.S. Patent 3.496.333 Thermal Printer, filed October 1965, issued February 1970
- U.S. Patent 3.819.921 Miniature Electronic Calculator, originally filed September 1967, issued June 1974